# Riksdagsval i Finland

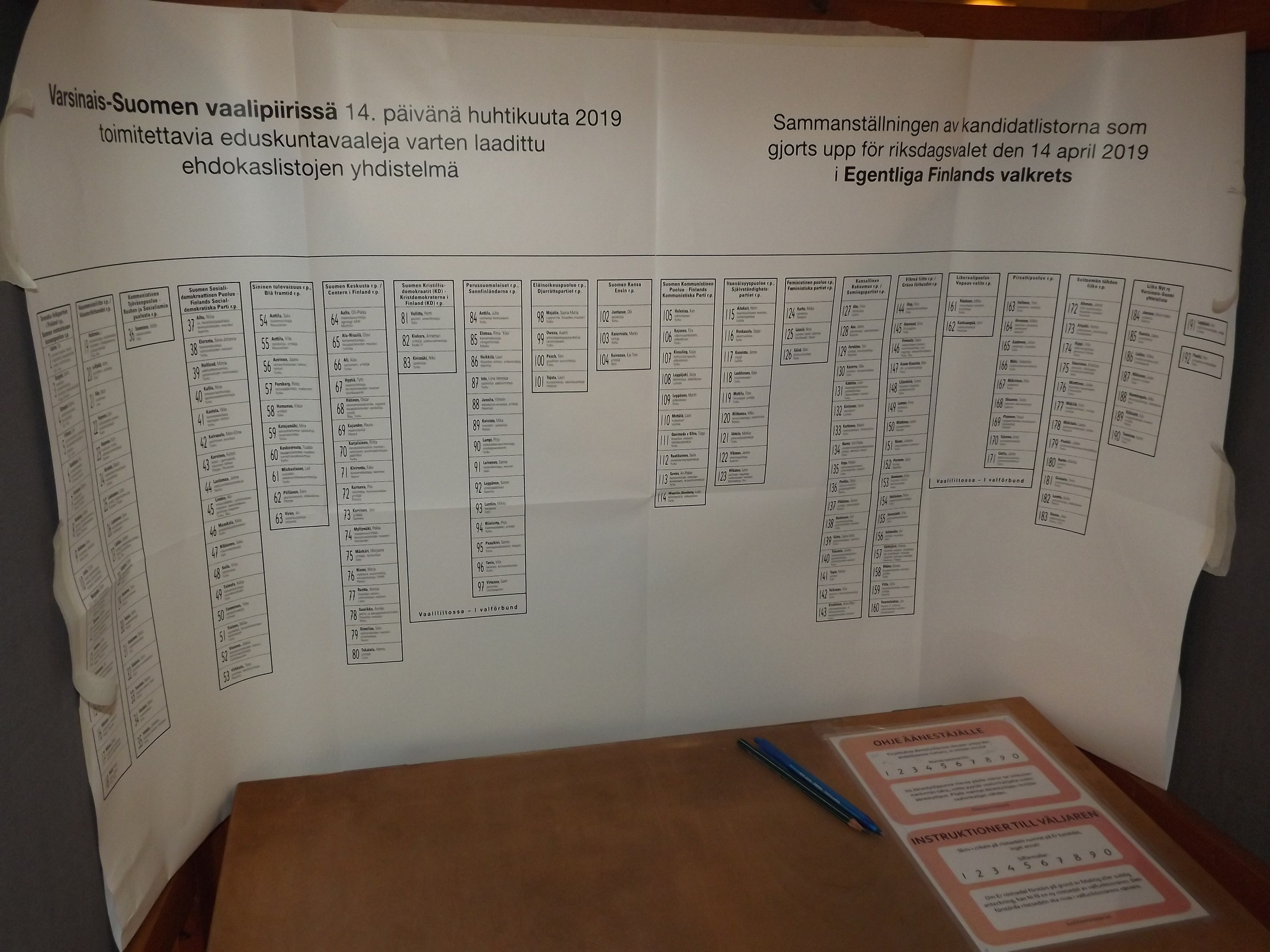
Valbås med kandidatlistor. Varje kolumn står för ett parti eller en gemensam lista. Valförbund har markerats. Längst till höger två enskilda kandidater. För varje kandidat anges nummer, namn, yrke eller titel samt hemort. På bordet penna och anvisningar.

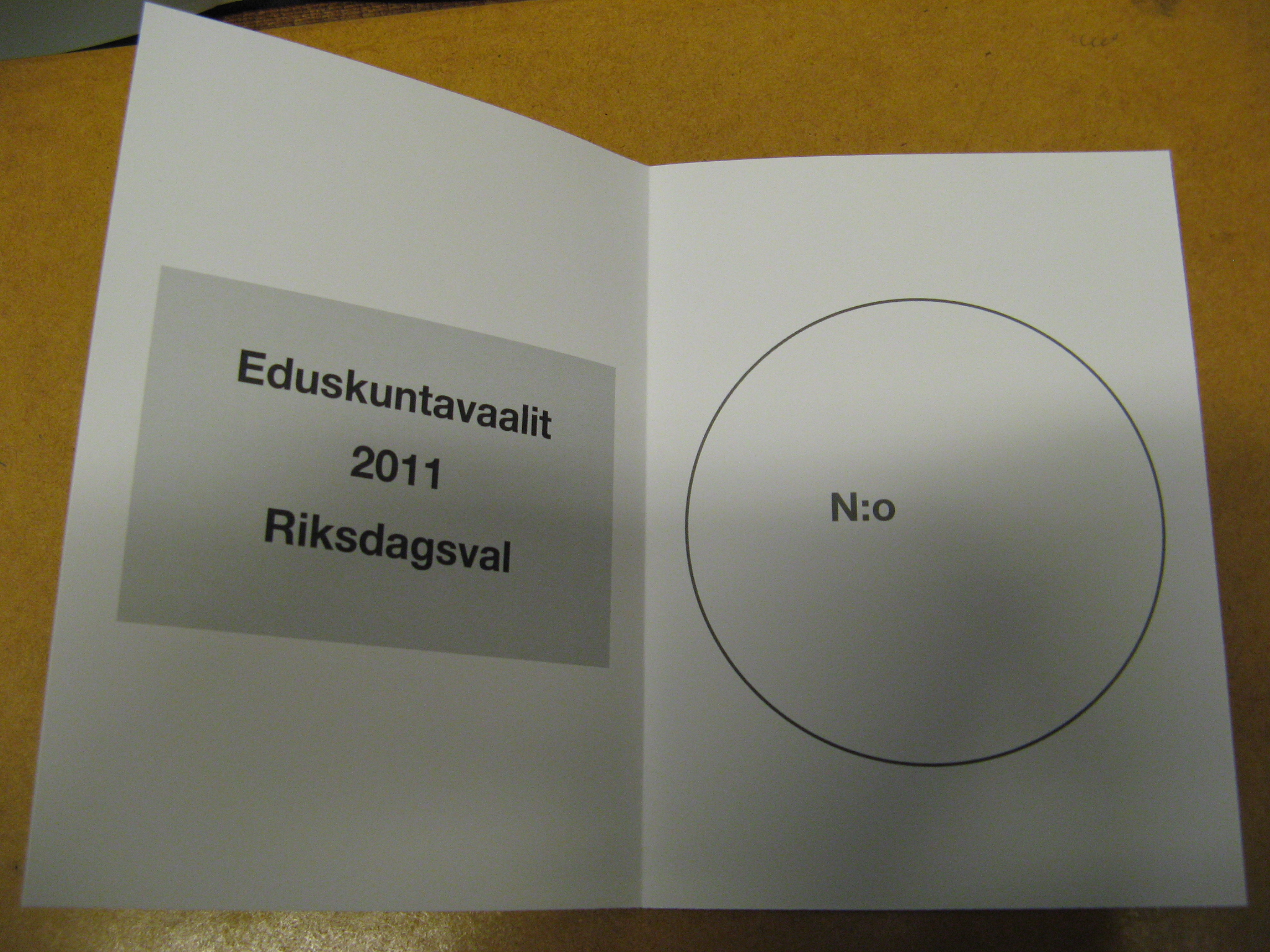
Valsedel. Endast kandidatens nummer skall antecknas, också om ett tillägg av kandidatens namn tillåts.

Riksdagsval i Finland hålls vart fjärde år.
Varje röst avges för en viss kandidat genom att skriva kandidatens nummer på valsedeln. Platsfördelningen mellan partierna i en valkrets avgörs med d'Hondts metod enligt det sammanlagda röstetalet för kandidater tillhörande partiet, valförbundet eller den gemensamma listan. Partiets, valförbundets eller den gemensamma listans platser tillfaller kandidaterna enligt antal personliga röster. Då partier ingått valförbund fördelas platserna mellan kandidaterna i förbundet utan hänsyn till parti.

## Historik
När Finland 1809 blev ett storfurstendöme under den ryske kejsaren förlorades representationen i den svenska riksdagen. I stället fick Finland en egen lantdag, som var ordnad med fyra ständer likt den dåvarande svenska riksdagen. 
Genom lantdagsordningen 1906 blev lantdagen ett enkammarparlament med allmän och lika rösträtt, vilket första gången tillämpades vid lantdagsvalet 1907. När Finland blev självständigt 1917, blev lantdagen Finlands riksdag.
Valdagen för ordinarie riksdagsval mellan 1907 och 2007 (lantdagsval fram till 1917 då Finland blev självständigt) var den tredje söndagen i mars eller, då Finlands president beslutat om nyval, en söndag 50–75 dagar från att förordnande om nyval utfärdats. År 2010 ändrades bestämmelserna så att valen från och med Riksdagsvalet i Finland 2011 hålls i april, då vädret då är bättre med tanke på framförallt valmöten, men också själva valet. Man hoppades att detta skulle öka valdeltagandet.

### Fotnoter
1. ↑  Lagändringsförslagets motiveringar